# 瓦爾代區

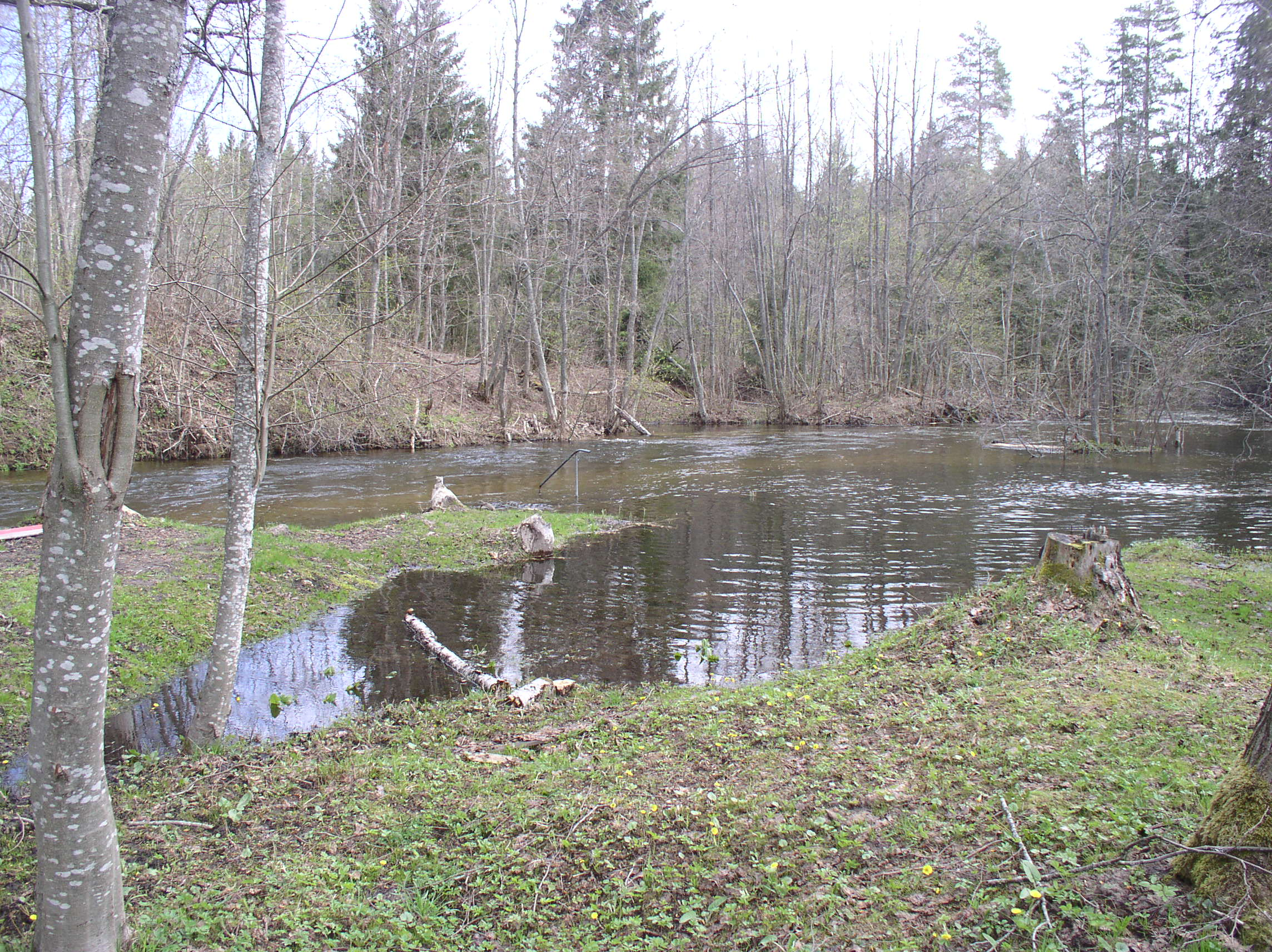

57°58′N 33°15′E / 57.967°N 33.250°E
瓦爾代區（俄语：Валдайский район）是俄羅斯的一個區，位於該國西北部，由諾夫哥羅德州負責管轄，始建於1927年10月1日，面積2,701.63平方公里，2010年人口26,476，人口密度每平方公里9.8人。